# Francis Ngannou
Francis Ngannou (Batié, 5 september 1986) is een Kameroens-Frans MMA-vechter en bokser. Hij was wereldkampioen zwaargewicht bij de Ultimate Fighting Championship.

## Biografie
Ngannou is geboren en getogen in het dorp Batié op het Hauts-Plateaux in Kameroen. Na de scheiding van zijn ouders, toen hij zes jaar oud was, groeide hij verder op bij zijn tante. Op 12-jarige leeftijd begon hij met werk in een zandgroeve in Batié. Als jongere wist hij de verleiding te weerstaan zich aan te sluiten bij bendes in zijn dorp.
Op 22-jarige leeftijd begon Ngannou met tegenzin van zijn familie met bokstraining. Na een jaar onderbrak hij zijn training vanwege een ziekte. Ondertussen deed verschillende klusjes om rond te komen, totdat hij op 26-jarige leeftijd naar Parijs emigreerde om zich professioneel met de bokssport bezig te kunnen houden. De eerste tijd had hij geen geld en vrienden in Parijs en leefde hij als dakloze. Vanaf augustus 2013 begon hij met gratis trainingen onder Didier Carmont. Als fan van Mike Tyson wilde Ngannou zich aanvankelijk ontwikkelen als bokser. Door zijn trainer kwam hij echter in aanraking met de mixed martial arts (gemengde vechtsporten).
Hierin begon hij zijn carrière in november 2013 en vocht hij in de Franse en Europese competities. Hij debuteerde in december 2015 bij de Ultimate Fighting Championship. 
Op 27 maart 2021 werd Ngannou de wereldkampioen zwaargewicht van de UFC door Stipe Miočić in de tweede ronde knock-out te slaan. Op 23 januari 2022 verdedigde Ngannou met succes zijn titel tegen de Fransman Ciryl Gane. In Anaheim werd hij na vijf ronden unaniem tot winnaar uitgeroepen door de jury.
In januari 2023 verlengde hij zijn contract bij de UFC niet en verliet daarom de organisatie, waardoor de titel vacant werd.

## Trivia
- Ngannou heeft een gastrol in de film Jackass Forever, waarin hij Ehren McGhehey in zijn kruis slaat.[4]